# Crash Bandicoot (szereplő)
Crash Bandicoot vagy egyszerűen Crash a Crash Bandicoot-széria (ez egy videójáték) főszereplője. A Naughty Dog alkotta meg 1996-ban. A kissé bolondos bandikut már az első játékban is igen nagy népszerűségre tett szert, és ez csak nőtt, mikor más konzolokra is kezdtek Crash-játékokat készíteni.

## Élettörténet
Crash fiatalabb korában sok állattal dr. Neo Cortex laboratóriumában sínylődött, ám meg tudott szökni.
Crash az N-Sanity nevű szigeten él kishúgával, Coco-val. Élete felhőtlen lenne az erdő közepén található kis házikóban, ám esküdt ellensége, a már említett professzor mindig kisző egy gonosz tervet, tehát Crash-nek kell megmenteni a világot.
Crash kedvenc időtölétse az alvás és az evés. Kissé együgyü, egyszerű lény, beszélni nem tud.